# Roth bei Prüm
Roth bei Prüm là một đô thị ở huyện Bitburg-Prüm, trong bang Rheinland-Pfalz, phía tây nước Đức. Đô thị Roth bei Prüm có diện tích 19,08 km², dân số thời điểm ngày 31 tháng 12 năm 2006 là 459 người.